# THE MIDDLE WAY
『THE MIDDLE WAY』（ザ・ミドル・ウェイ）は、BRAHMANの3枚目のフルアルバム。2004年9月29日発売。発売元はトイズファクトリー。

## 解説
前作から3年3か月ぶりとなるアルバム。タイトルの「THE MIDDLE WAY」とは、仏教用語の中道のこと。スタジオアルバムとしては唯一、先行シングルカットなどが一切ないフルアルバムである。

## 収録曲
1. THE VOID(2:40)  
全英語詞。PV監督はタナカノリユキ
2. LOSE ALL (3:19) 
PV監督は吉川英明。全英語詞でもレコーディングされている。
3. A WHITE DEEP MORNING (3:50) 
PV監督は島田大介。2010年ちふれ化粧品CMタイアップ曲。CMにはTOSHI-LOWの妻であるりょうが出演している。
4. DOUBLE-BLIND DOCUMENTS (2:19) 
全英語詞
5. BYWAY (2:35) 
全英語詞
6. FAR FROM... (4:28)
7. CIRCLE BACK (1:53)
8. (a piece of)BLUE MOON (2:41) 
全英語詞
9. FROM MY WINDOW (3:45) 
Bill Jonesのカバー。
10. PLACEBO (2:46) 
TOSHI-LOWの亡くなった友人に向けて作られた曲。
11. TREES LINING A STREET (2:54)
12. SHOW (1:44) 
全英語詞

全曲作詞：TOSHI-LOW、作曲：BRAHMAN